# إتش 3 (صاروخ)
H3 - أيضًا H-3 - هو صاروخ حامل ياباني . وهو يعتمد تقنيًا على صاروخ سبقه أسمه اتش -2 ، H-II ، ومن المقرر أن يكون متاحا 
اعتبارًا من عام 2024. تمت أول رحلة لصاروخ H3 في 7 نوفمبر مارس 2023 لكنه انتهى ببداية خاطئة بعد فشل محرك المرحلة الثانية في الاشعال . الشركة المصنعة للصاروخ هي مجموعة ميتسوبيشي للصناعات الثقيلة اليابانية.

## التطوير
في السابع عشر في مايو 2013 ، وافقت الحكومة اليابانية على تطوير نظام جديد لصاروخ الإطلاق H3.  تم تطوير الصاروخ من قبل وكالة الفضاء اليابانية JAXA بالتعاون مع Mitsubishi Heavy Industries ليكون قادرًا على إطلاق حمولات تجارية متوسطة. يقال أن الصاروخ H3 يستخدم محركات أرخص وأبسط من سابقه (صاروخ H-II )، والذي من شأنه تقصير الإنتاج وتقليل التكاليف الإجمالية. وفي عام 2017 قدرت تكلفة الإطلاق بحوالي 50 مليون دولار ، وهو ما يمثل نصف تكلفة إطلاق الصاروخ H-IIA. أحد أكبر الابتكارات مقارنة بالموديل السابق هو محرك LE-9 المطور حديثًا. يعتبر أكثر أمانًا وقوة وأرخص. تم إجراء أول اختبار للمحرك في أبريل 2017. وفي أغسطس 2018 تم أيضًا اختبار المحركات الداعمة لأول مرة. 
في عام 2015 تم التخطيط للرحلة الأولى لطراز الصاروخ الحامل H3 بدون معزز في ربيع 2020. وبالتعزيزات الصاروخية كان مخططا أن يتم الإطلاق الأول في عام 2021. وفي يوم 1 يناير 2022 ، أعلنت JAXA أنه سيتم تأجيل موعد الإطلاق الأول إلى أوائل عام 2023 بسبب مشاكل فنية في محرك LE-9.  

## تاريخ المهمة
كان من المقرر أصلًا إطلاق أول رحلة لصاروخ H3 في 17 فبراير 2023 . بعد اشتعال المحرك الرئيسي ، كان مخططا أيضًا إشعال المعززات الصاروخية التاي تعمل بالوقود الصلب للإقلاع. ومع ذلك ، فإن التعزيزات لم تشتعل ، لذلك بقي الصاروخ على منصة الإطلاق. وفقًا لـ JAXA، كان سبب الإقلاع الفاشل شذوذًا في نظام الدفع الإلكتروني للمحرك الرئيسي ، ونتيجة لذلك لم يتم إعطاء أمر إشعال معززات الوقود الصلب. قبل إجراء محاولة إطلاق أخرى في مارس 2023، أعيد الصاروخ H3-22S مؤقتًا إلى قاعة التجميع لإجراء مزيد من الفحوصات.
تم إطلاق أول صاروخ أخيرًا في 7 مارس 2023 في الساعة 02:37 بتوقيت وسط أوروبا .  بعد رحلة اسمية وانفصال مرحلي خالي من الأخطاء ، كان مخططا أن يـُطلق محرك المرحلة الثانية LE-5B عند الثانية T + 316 ثانية.  لم يتم الإطلاق لأسباب لا تزال مجهولة ، ولهذا تم إرسال أمر التدمير الذاتي إلى الصاروخ بعد حوالي 15 دقيقة من إطلاقه بعد أن تقرر أنه لم يعد هناك أي احتمال لنجاح المهمة.  ووصفت مجلة الأعمال اليابانية نيكاي آسيان ريفيو البداية الخاطئة بأنها " نكسة كبرى لطموحات اليابان الفضائية ". 

## المعلومات التقنية
الصاروخ الحامل H3 هو صاروخ إطلاق متوسط ويتكون من مرحلتين. تستخدم المرحلة الأولى إما محركين أو ثلاثة محركات من طراز LE-9 ، والتي يتم إطلاقها باستخدام الهيدروجين السائل والأكسجين السائل وتستخدم ما يسمى بعملية دورة التسييل الموسع . بالإضافة إلى ذلك ، يمكن استخدام اثنين أو أربعة معززات بالوقود الصلب مع محركات SRB-A3. تستخدم المرحلة العليا محرك LE-5B ، والذي يحرق أيضًا الهيدروجين السائل والأكسجين السائل. المرحلة الأولى تحمل وقوداً كتلته 225 طناً ، المرحلة الثانية تحمل 23 طناً. 

## انمطة
يحتوي كل طراز من صاروخ H3 على تسمية إضافية تتكون من رقمين وحرف واحد ، مما يشير إلى التكوين الدقيق. يشير الرقم الأول إلى عدد المحركات LE-9 المستخدمة في المرحلة الأولى ، إما 2 أو 3 . يشير الرقم الثاني إلى عدد صواريخ التعزيز ذات الوقود الصلب المستخدمة ( 0 أو 2 أو 4 ). دائمًا ما يكون ترتيب المعززات متماثلًا. يشير الحرف الموجود في نهاية التسمية إلى نوع انسيابية الحمولة الصافية الذي تم استخدامه. هنا إما أن يمثل S غطاء للحمولة قصير أو L يمثل غطاء حمولة طويلة . على سبيل المثال ، يستخدم H3-24L المرحلة الأولى بمحركين من طراز LE-9 وأربعة معززات للوقود الصلب. علاوة على ذلك ، يتم استخدام انسيابية الحمولة الطويلة.
اعتبارًا من مارس 2023 ، تم التخطيط لثلاثة إطرزة أساسية فقط من H3:
- H3-30
- H3-22
- H3-24

وفقًا لذلك لا يوجد طراز تحتوي فيه المرحلة الأولى على ثلاثة محركات ويتم استخدام معززات وقود صلب إضافية.

## قائمة الإقلاعات
ستتم جميع عمليات إطلاق الصاروخ H3 من مجمع الإطلاق يوشينوبو ‏ (YLP-2) في مركز تانيغاشيما للفضاء في اليابان.
الجدول القائم: 7. مارس 2023

## روابط انترنت
- صاروخ الإطلاق H3. على موقع JAXA الإلكتروني (باللغة الإنجليزية)
- H-3. في صفحة غونتر الفضائية
- . على يوتيوب

## التفاصيل
1. ↑  "Japan may start developing H-3 rocket". chinapost.com.tw (بالإنجليزية). The China Post. 9 Sep 2013. Archived from the original on 2013-09-09.
2. ↑  "JAXA | Ground Firing Tests for SRB-3 Module for H-3". global.jaxa.jp (بالإنجليزية). JAXA.
3. ↑  "JAXA | H3ロケットの試験機1号機の打上げについて[[تصنيف:مقالات تحوي نصا باليابانية]]". jaxa.jp (باليابانية). JAXA. {{استشهاد ويب}}: تعارض مسار مع وصلة (help)
4. ↑  "Japan's H3 rocket further delayed by engine woes". spacenews.com (بالإنجليزية الأمريكية). Space News.
5. ↑  "H3-22 | ALOS-3". nextspaceflight.com (بالإنجليزية).
6. ↑  "Launch of the First H3 Launch Vehicle with Advanced Land Observing Satellite-3 "DAICHI-3" onboard". YouTube.
7. ↑  "JAXA | H3ロケット試験機1号機の打上げ失敗及び対策本部の設置について[[تصنيف:مقالات تحوي نصا باليابانية]]". jaxa.jp (باليابانية). {{استشهاد ويب}}: تعارض مسار مع وصلة (help)
8. ↑  "Bereits kurz nach H3-Raketenstart muss Japan Selbstzerstörung einleiten". focus.de.
9. ↑  "H3ロケット[[تصنيف:مقالات تحوي نصا باليابانية]] (H3 Launch Vehicle)" (PDF). global.jaxa.jp (باليابانية). JAXA. {{استشهاد ويب}}: تعارض مسار مع وصلة (help)